# António Cardoso Cunha
António Cardoso Cunha (Penso, Sernancelhe, 3 de Junho de 1915 – 13 de Junho de 2004) foi um bispo português.

## Biografia
Depois da instrução primária, bem como secundária e terminado o Curso de Teologia foi nomeado professor do seminário de Resende, por não ter idade canónica para ser ordenado sacerdote.
A 16 de Abril de 1938 foi ordenado sacerdote por D. Agostinho de Jesus e Sousa, tendo sido nomeado pároco de Vila da Moimenta da Beira. Regressando ao Seminário de Resende como professor e Perfeito, foi depois estudar para Roma História Eclesiástica, na Universidade Gregoriana. Após ter voltado a Portugal, foi nomeado Vice-Reitor do Seminário de Resende e, anos mais tarde, Vice-Reitor do Seminário de Lamego.

## Bispo auxiliar de Beja
A 9 de Março de 1956 foi eleito Bispo Auxiliar de D. José do Patrocínio Dias, Bispo de Beja, com o título de Baris. A sua sagração episcopal celebrou-se na Catedral de Beja em 10 de Junho de 1956.
Como auxiliar mostrou um grande acompanhamento do Seminário Diocesano (inaugurado em 1940), e uma grande proximidade com os sacerdotes, devendo-se a ele a formação qualificada de muitos deles.
Foi também um dos padres conciliares portugueses no Concílio Vaticano II.
Em 7 de Outubro de 1965 foi nomeado Administrador Apostólico de Beja, tomando posse por procuração.
Ao morrer D. José do Patrocínio Dias em 24 de Outubro desse mesmo ano, foi nomeado para Bispo de Beja, a 18 de Dezembro, e D. António Cardoso Cunha foi nomeado Bispo Coadjutor da Vila Real.

## Bispo de Vila Real
A 16 de Maio de 1966, D. António Cunha é nomeado Bispo Coadjutor da Vila Real, com direito de sucessão a D. António Valente da Fonseca, tomando posse deste cargo a 3 de Julho de 1965.
Com a resignação de D. António Valente da Fonseca a 10 de Janeiro de 1967, foi nomeado Bispo de Vila Real, resignando a 19 de Janeiro de 1991.